# Zirə FK
 Zirə Futbol Klubu ist ein aserbaidschanischer Fußballverein aus der Gemeinde Zirə mit Sitz in der Hauptstadt Baku.

## Geschichte
Der Verein startete im ersten Jahr nach der Vereinsgründung mit einem 5. Platz in der zweiten Liga. In der Saison 2015/16 stieg die Mannschaft in die Premyer Liqası auf, ausgestattet mit der erforderlichen Lizenz für die 1. Liga. 2017 nahm der Verein erstmals an der Qualifikation zur UEFA Europa League teil.

## Europapokalbilanz
| Saison  | Wettbewerb                    | Runde                  | Gegner              | Gesamt          | Hin     | Rück          |
| ------- | ----------------------------- | ---------------------- | ------------------- | --------------- | ------- | ------------- |
| 2017/18 | UEFA Europa League            | 1. Qualifikationsrunde | FC Differdingen 03  | 4:1             | 2:0 (H) | 2:1 (A)       |
| 2017/18 | UEFA Europa League            | 2. Qualifikationsrunde | Astra Giurgiu       | 1:3             | 1:3 (A) | 0:0 (H)       |
| 2022/23 | UEFA Europa Conference League | 2. Qualifikationsrunde | Maccabi Tel Aviv    | 0:3             | 0:3 (H) | 0:0 (A)       |
| 2024/25 | UEFA Europa League            | 1. Qualifikationsrunde | Sheriff Tiraspol    | 2:2 (4:5 i. E.) | 1:0 (A) | 1:2 n. V. (H) |
| 2024/25 | UEFA Conference League        | 2. Qualifikationsrunde | DAC Dunajská Streda | 6:1             | 4:0 (H) | 2:1 (A)       |
| 2024/25 | UEFA Conference League        | 3. Qualifikationsrunde | NK Osijek           | 3:3 (2:1 i. E.) | 1:1 (A) | 2:2 n. V. (H) |
| 2024/25 | UEFA Conference League        | Play-offs              | Omonia Nikosia      | 1:6             | 0:6 (A) | 1:0 (H)       |
| 2025/26 | UEFA Conference League        | 2. Qualifikationsrunde | Hajduk Split        | 2:3             | 1:1 (H) | 1:2 n. V. (A) |

Gesamtbilanz: 16 Spiele, 6 Siege, 5 Unentschieden, 5 Niederlagen, 19:22 Tore (Tordifferenz −3)